# Tasciovanos
Tasciovanos (latinisé en Tasciovanus) est un roi celte qui régna au Ier siècle av. J.-C. sur les peuples brittoniques des Catuvellauni et des Trinovantes, dans le sud-est de l’actuelle Angleterre. Son règne a duré une quinzaine d’années.

## Le roi historique
Connu uniquement par des inscriptions monétaires, Tasciovanos a régné de 25 à 10 av. J.-C. succédant à Cassivellaunos (règne de 30 à 25 av. J.-C.). Le début de son règne est localisé près de Wheathampstead (Hertfordshire) et il semble qu’il ait transféré la capitale de son peuple à Verlamion (actuellement St Albans). Des monnaies frappées à Camulodunon (Colchester) entre 15 et 10 av. J.-C. semblent indiquer une éviction d’Addedomaros de la royauté des Trinovantes, à son profit.
Tasciovanos meurt en 9 av. J.-C. son fils Cunobelinos lui succède et règne à Camulodunon. Son autre fils, Epaticcos, a régné sur une faction dissidente des Atrebates.

## Le souverain légendaire: Tenuantius
Tasciovanos apparaît dans l’Historia regum Britanniae (vers 1135) de Geoffroy de Monmouth sous le nom de Tenuantius. L’Historia est une construction littéraire qui raconte l’histoire mythique des souverains légendaires de Grande-Bretagne.
À la mort du roi Lud, successeur d’Heli, ses fils Androgeus et Tenuantius sont trop jeunes pour régner. C’est leur oncle Cassibellan qui est couronné. Afin que ses neveux ne soient pas lésés, il donne la ville de Trinovantum et le duché de Kent à Androgeus et le duché de Cornouailles à Tenuantius.
Lors de la conquête de l’île de Bretagne par Jules César, Tenuantius et son frère se rangent du côté de Cassibellan et tentent de résister à l’invasion. Quand les deux souverains font la paix, Androgeus accompagne César en Gaule et Tenuantius devient roi de Bretagne.

## Sources
- (en) Peter Bartrum, A Welsh classical dictionary: people in history and legend up to about A.D. 1000, Aberystwyth, National Library of Wales, 1993 (ISBN 9780907158738), p. 685 TASCIOVANUS.
- Venceslas Kruta, Les Celtes, Histoire et Dictionnaire, Éditions Robert Laffont, coll. « Bouquins », Paris, 2000,  (ISBN 2-7028-6261-6).
- John Haywood (intr. Barry Cunliffe, trad. Colette Stévanovitch), Atlas historique des Celtes, éditions Autrement, Paris, 2002,  (ISBN 2-7467-0187-1).
- Geoffroy de Monmouth, Histoire des rois de Bretagne, traduit et commenté par Laurence Mathey-Maille, Les Belles lettres, coll. « La Roue à livres », Paris, 2004,  (ISBN 2-251-33917-5).
- Consulter aussi la bibliographie sur les Celtes